# Frida Gustavsson
Pour les articles homonymes, voir Gustavsson.
Frida Gustavsson, née le 6 juin 1993 à Stockholm (Suède), est un mannequin et actrice suédoise.

## Biographie

### Carrière de mannequin
Frida Gustavsson est découverte en 2006 par un talent scout alors qu'elle fait du shopping à Stockholm. Elle attend néanmoins ses seize ans, en 2008, pour commencer à travailler localement puis elle s'installe quelques mois au Japon afin d'apprendre le métier de mannequin. Elle y reste jusqu'en 2009, lorsqu'elle signe chez IMG. Depuis, elle défile pour les plus grandes maisons de couture entre Paris, Milan et New York.
En 2009, lors de sa première Fashion Week de Paris, elle ouvre le défilé de Valentino, et arpente aussi le podium d'Elie Saab. Lors de celle de New-York, elle ouvre pour Richard Chai (en) et participe aux défilés de BCBG Max Azria, Carolina Herrera, Calvin Klein, Marc Jacobs, Oscar de la Renta et Ralph Lauren. Elle se fait ainsi remarquer par les sites web models.com et style.com qui la décrivent comme l'une des mannequins à suivre, et elle apparaît pour la première fois dans des éditoriaux de Vogue Italia et L'Officiel.
En 2010, elle devient l'égérie de Marc Jacobs qui la choisit pour représenter son parfum Daisy, et signe un contrat avec Anna Sui Beauty. Elle pose aussi pour les marques Jill Stuart, Etro, Paul & Joe et Noir. Elle ouvre les défilés Just Cavalli (qu'elle ferme également), Costume National, Sophia Kokosalaki (en), Marc by Marc Jacobs, Anna Sui, Aquilano.Rimondi, Prabal Gurung (en) et Lanvin, et ferme ceux de Etro et N°21. Elle fait sa première apparition dans Vogue Paris.
En 2011, elle ouvre le défilé de Jean Paul Gaultier et clôture celui de Giambattista Valli. Ses publicités incluent Just Cavalli, H&M, Maison Michel, Prada et Max Mara Studio. Jean Paul Gaultier et Mugler la choisissent pour ouvrir leurs défilés, et Giambattista Valli, Carolina Herrera, Prabal Gurung (en) et Alexander McQueen pour les fermer.
En 2012, elle défile pour Victoria's Secret. Elle fait la publicité de Sportmax, Mulberry (en), Tiger of Sweden, O'2nd, Sephora, Anna Sui, H&M, Express, Neiman Marcus, Valentino et Shopbop. Elle apparaît dans le calendrier de l'avent en ligne du magazine LOVE.
En 2013, elle devient l’égérie du parfum Nina L’eau de Nina Ricci, et de la marque Maybelline. Elle pose également pour Siviglia, Tiger of Sweden, Joie, H&M, Express, Louis Vuitton, J.Crew et Max&Co.
En 2014, elle apparaît dans le calendrier Maybelline.
En 2016, elle apparaît aux côtés de Monika Jagaciak dans le spot publicitaire de Nina Ricci "Nina § Luna".

### Carrière d'actrice
Après plusieurs rôles dans les téléfilms ou séries télévisées en Suède, elle incarne Freydis Eiriksdottir, célèbre fille d'Erik le Rouge, dans la série Netflix Vikings: Valhalla en 2022.

### Vie privée
Frida a pratiqué l’athlétisme de haut niveau pendant huit ans.
Elle aime particulièrement la mode ; son style vestimentaire est à la fois vintage et rock n'roll, et parfois boyish. Elle est souvent décrite comme ayant un visage baby-doll.
En juin 2011, Gustavsson est diplômée du St Martins Gymnasium de Sundbyberg , en Suède. Elle espère devenir styliste de mode et s'intéresse à la conception de modèles et de produits. Elle a également exprimé un intérêt pour une carrière d'actrice, déclarant en 2014 qu'elle aimerait bouger dans le théâtre ou le cinéma et auditionné pour le rôle de Rey pour Star Wars: The Force Awakens mais n'a pas obtenu le rôle.
Le 30 mai 2015 en Suède, après cinq ans de relation, elle épouse le photographe Hjalmar Rechlin. Ils divorcent en 2017.

### Ses éditoriaux et couvertures de magazines
- Vogue Paris Octobre 2010 - « Bal masqué »
- Vogue Paris août 2010 - « L'hiver avant l'hiver »
- Vogue USA octobre 2010 - « Rain supreme »
- Vogue USA octobre 2010 - « Renagade master »
- Vogue USA juillet 2010 2010 - « High and mighty »
- Vogue USA juillet 2010 - « Noble farewell »
- Vogue USA mai 2010 - « American experience »
- Vogue Deutschland (Couverture) Mars 2010
- Numéro Février 2010 - « Une journée particulière »
- Vogue Nippon Juin 2010 - « Morning flowers »
- Vogue Nippon Avril 2010 - « Color code »
- Vogue Deutschland Mars 2010 - « Star styles »
- Vogue Italia Janvier 2010 - « Runway »
- Vogue Italia Septembre 2009 - « Valentino Haute Couture (supplément Vogue Italia) »

## Filmographie
- 2022-2023 : Vikings: Valhalla : Freydis Eriksdotter (15 épisodes)